# 강신철 (군인)
강신철(姜信哲, 1968년 5월 4일 ~ , 서울)은 대한민국의 군인이다.

## 생애
육사 46기로 임관하면서 군 복무를 시작하였다. 최초에는 교수사관을 지원해서 소대장만 역임하고 대학원에 진학해서 석사 학위 취득 후 육군사관학교 교수요원이 되려고 했으나 중위 진급 직후 청와대에서 근무하는 바람에 사관학교 교수요원에서 일반 장교로 신분이 전환되었다. 그 이후 진급을 거듭하여 대장까지 진급했다.
군단장을 역임하지 않았음에도 대장에 진급했다.

## 학력
- 경성고등학교

## 경력
- 제6보병사단 제2보병연대 1대대 1소대장
- 수도방위사령부 제55경비대대 작전장교
- 제3보병사단 중대장
- 제20기계화보병사단 제62기계화보병여단 제111기계화보병대대 2중대장
- 제20기계화보병사단 작전처 작전장교
- 수도방위사령부 근무
- 제2군사령부 부사령관 보좌관
- 육군대학 전술학 교관
- ~ 2007.8 이라크 평화·재건 사단 제11민사여단 민사참모
- 2007.8 ~ 2009.11 제7보병사단 제8보병연대 2대대장
- 2009.11 ~ 2010 제7보병사단 작전참모
- 2010 ~ 2012 대통령실 외교안보수석비서관실 국방비서관실 행정관
- 2012 ~ 2014.5 제11기계화보병사단 제9기계화보병여단장
- 2014.5 ~ 2014.11 한미연합군사령부 비서실 정책과장
- 2014.11 ~ 2015.12 국방부 군사보좌관실 정책관리담당관
- 2015.12 ~ 2016.11 합동참모본부 작전본부 작전기획부 작전기획과장
- 2016.11 ~ 2017.7 국방부 장관 군사보좌관
- 2017.10 ~ 2018.12 대한민국 육군 제1야전군사령부 작전처장
- 2018.12 ~ 2019.5 합동군사대학교 육군대학장
- 2019.5 ~ 2020.12 육군 제11보병사단 사단장
- 2020.12 ~ 2021.5 합동참모본부 전략기획본부 전략기획부장/핵•WMD대응센터장
- 2021.5 ~ 2021.12 국가안보실 국방개혁비서관 직무대리
- 2021.12. 국가안보실 국방개혁비서관
- 2021.12 ~ 2022.5 국가안보실 안보국방전략비서관
- 2022.5 ~ 2022.6 지상작전사령부 부사령관
- 2022.6 ~ 2023.10 합동참모본부 작전본부장
- 2023.11 ~ 한미연합군사령부 부사령관

## 진급
- 1990년 : 소위 임관
- 1991년 : 중위 진급
- 1993년 : 대위 진급
- 2000년 : 소령 진급
- 2006년 : 중령 진급
- 2011년 : 대령 진급
- 2016년 : 준장 진급
- 2019년 : 소장 진급
- 2021년 : 중장 진급
- 2023년 : 대장 진급